# Garden of Delight (deutsche Band)
Garden of Delight (abgekürzt GOD, bis 1997 The Garden of Delight) war eine deutsche Musikformation. Zahlreiche Veröffentlichungen folgten einem übergeordneten Konzept; die Texte waren oftmals mystisch geprägt.

## Geschichte
Die Band wurde 1990 von Artaud Seth und dem Italiener Pisacane gegründet. Pisacane verließ 1991 nach der Veröffentlichung des ersten Albums bereits die Band und wurde durch den Iren Thomas O’Connell ersetzt. 1993 stieß Adrian Hates (Diary of Dreams) hinzu und komplettierte die Besetzung vorerst. Das erste Konzert fand am 9. Dezember 1992 in Halle (Saale) statt.
Das Grundkonzept bestand darin, in sieben Jahren sieben Alben mit jeweils sieben Songs zu veröffentlichen und sich dann aufzulösen. Gerade Anfang und Mitte der 90er Jahre waren The Garden of Delight eine der führenden deutschen Gothic-Rock-Bands. Bis heute hat die Band über 150.000 Tonträger verkauft. Trotz des Erfolges fand das letzte Konzert wie vorgesehen am 27. Oktober 1997 in Derby (Großbritannien) statt.
Nach der Auflösung gründete Artaud Seth zusammen mit Thomas O’Connell, Mike York und Tom Nass das Projekt Chaos God, welches jedoch relativ erfolglos war. So musste eine Tournee nach einem schweren Verkehrsunfall von Schlagzeuger Nass abgesagt werden.
Seths neue Kompositionen passten eher zu The Garden of Delight als zu Chaos God, und so wurde die Band im Jahr 2000 als Garden of Delight reanimiert. Auch die Alben Radiant Sons und Dawn bescherten Garden of Delight Erfolg.
Etwa zur gleichen Zeit, zu der Jawa Seth, die heutige Ehefrau von Artaud, sich der Band anschloss, stieg Thomas O’Connell aus und stieg in das Projekt Gods Army ein, das er im Jahre 2007 wieder verließ. Im Jahre 2003 wurden die Alben Apocryphal I: The Fallen und Apocryphal II: The Faithful, welche sich mit dem Buch Henoch befassen, veröffentlicht. Im Anschluss erschien die am 15. November 2003 in der La Laiterie in Straßburg aufgenommene DVD Apocryphal Moments mit zwei Promo-Videos, einem versteckten Video, sowie einer Bonus-CD mit Remixen, Live-Tracks und unveröffentlichtem Material.
Im Anschluss wurden ab 2005 unter dem Banner „GOD featuring Lutherion“ drei Alben veröffentlicht. Jedes Album wurde als sehr aufwendiger Doppel-Digipack mit Bonus-CD herausgebracht. Die Musik zeigt die härtere Seite The Garden of Delight und greift vermehrt auf Crossover- und Elektro-Elemente zurück, wie sie bereits bei Chaos God verwendet wurden. Die Band feierte wieder erfolgreiche Konzerte (u. a. in Athen, Valencia und Moskau).
Am 25. August 2007 wurde dann das Ende von Garden of Delight verkündet. Am 12. Oktober 2007 erschienen das letzte Studio-Album Darkest Hour und die Single Reign. Das Abschluss-Konzert fand am 1. November 2008 in Berlin im K17 statt und wurde am 15. Mai 2009 auf DVD/CD veröffentlicht.
Unter dem Namen Lutherion wurde im November 2009 das Album Kosmogenesis (diesmal ausschließlich mit deutsch gesungenen Stücken) veröffentlicht. Aufgrund von ungeklärten Urheberrechtsfragen des Titels Winterland kam es im Dezember 2009 zu einer Neupressung des Albums, wobei einige der älteren Stücke ersetzt, bzw. in alternativen Fassungen eingespielt wurden. Zuvor erschienen zu dem Album im Laufe des Jahres 2009 drei Singleauskopplungen (Psychonaut, Sodomie, Nebelthron).
Nach der Auflösung von Garden of Delight gründete man 2010 das neue Projekt Merciful Nuns.

## Diskografie

### Erstes Kapitel – Der 7-Jahre-Zyklus (als „The Garden of Delight“)
- 1990: Rise (1. Demo Tape)
- 1990: II (2. Demo Tape)
- 1990: ENKI’s Temple (3. Demo Tape)
- 1991: Necromantia / Somnorium Interpretatio (Vinyl 7″ Single)
- 1991: Ancient God (Vinyl 7″ Single)
- 1991: ENKI’s Temple (1. Studioalbum)
- 1992: Epitaph (2. Studioalbum)
- 1993: Shared Creation (Single)
- 1993: Sargonid Seal (3. Studioalbum)
- 1993: Nava Box (beinhaltet die ersten 3 Studioalben sowie die Shared Creation Single)
- 1994: The Seal (Single)
- 1994: Necromanteion IV (4. Studioalbum)
- 1995: Spirit Invocation (Single)
- 1995: Symbol and Vision (5. Studioalbum)
- 1996: The Hell (Part One) (EP)
- 1996: The Heaven (Part Two) (EP)
- 1996: Exodus (Single)
- 1996: Scheoul (6. Studioalbum)
- 1997: Paradise (7. Studioalbum)
- 1997: Symbolism Alive (Livealbum)
- 1998: Nuctemeron 1991–1997 (Kompilation)

### Zwischenspiel (als „Chaos God“)
- 1999: 3001

### Zweites Kapitel – Das Revival (als „Garden of Delight“)
- 2000: Agony (Single)
- 2000: Radiant Sons (8. Studioalbum)
- 2001: Ceremony (Single)
- 2001: Dawn (9. Studioalbum)
- 2001: High Empress (EP)
- 2002: Psychonomicon 1991–2001 (2 CD)
- 2003: Northern Skies (Single)
- 2003: Apocryphal I: The Fallen (10. Studioalbum)
- 2003: Shemyaza (Promo-Single)
- 2003: Levitation (Promo-Single)
- 2003: Apocryphal II: The Faithful (11. Studioalbum)
- 2003: Faithful and Fallen (nur in USA, Mexiko, Argentinien und Brasilien)
- 2004: Apocryphal Moments (DVD + CD)
- 2005: Dion Fortune Compilation 1991–1997
- 2005: Bleak Horizon / Stigmata (Promo-Single)
- 2005: Lutherion I (auch als Ltd. 2 CD, 12. Studioalbum)
- 2006: Play Dead (Promo-Single)
- 2006: Lutherion II (Doppel-CD, 13. Studioalbum)
- 2006: Decade 1991–1997 (Best of Kompilation)
- 2007: Illuminate (Promo-Single)
- 2007: Lutherion III (2 CD, 14. Studioalbum)
- 2007: Venus Rising (Promo-Single)
- 2007: Reign (Promo-Single)
- 2007: Darkest Hour (15. Studioalbum)
- 2008: In Memoriam 1991–2007 (2 CD)
- 2009: Last Concert (DVD + 2 CD)

### Drittes Kapitel – Wiedergeburt (als „Lutherion“)
- 2009: Psychonaut (Single)
- 2009: Sodomie (Single)
- 2009: Nebelthron (Promo-Single)
- 2009: Kosmogenesis (16. Studioalbum)
- 2009: Kosmogenesis (Neupressung)

### Offizielle Live-Alben
- 1992: Shallow Ground (Live in Köln, auf 100 limitiert)
- 1997: Symbolism Alive (Live in Strasbourg, London und Paris)
- 2000: Live in Krakau (auf 750 limitiert)
- 2001: Psychonomicon CD #2 (Live at Castle Rabenstein)
- 2003: Live in Gent (auf 343 limitiert)
- 2003: Wintercoffin (Live in Strasbourg, auf 750 limitiert)
- 2005: Lutherion II CD #2 (Live in Valencia)
- 2006: Monument (Live in Köln, Bielefeld und Moskau)
- 2009: Last Concert (Live in Berlin, DVD + 2 CDs)
- 2016: Adoration Alive (Live at Bolkenhain 2016)